# Fondali di Capo Milazzo
Fondali di Capo Milazzo este o arie protejată (sit de importanță comunitară — SCI) din Italia întinsă pe o suprafață de 748 ha, integral marine.

## Localizare
Centrul sitului Fondali di Capo Milazzo este situat la coordonatele 38°16′12″N 15°13′53″E / 38.27°N 15.2313°E.

## Înființare
Situl Fondali di Capo Milazzo a fost declarat sit de importanță comunitară în decembrie 2019 pentru a proteja 2 specii de animale.

## Biodiversitate
Situată în ecoregiunea mediteraneană, aria protejată conține 4 habitate naturale: Straturi cu Posidonia (Posidonion oceanicae), Recifuri, Peșteri marine scufundate complet sau parțial, Bancuri de nisip acoperite în permanență slab de apă marină.
La baza desemnării sitului se află mai multe specii protejate:
- mamifere (1): delfin mare (Tursiops truncatus)
- reptile (1): Caretta caretta

Pe lângă speciile protejate, pe teritoriul sitului au mai fost identificate 8 specii de plante, 3 specii de mamifere, 20 de specii de nevertebrate, 1 specie de pești.